# Oblężenie Zahle
Oblężenie Zahle – zbrojna konfrontacja pomiędzy Siłami Libańskimi a Syryjczykami w chrześcijańskim mieście Zahle podczas wojny domowej w Libanie. 19 grudnia 1980 r., po ostrzelaniu miejscowości przez Palestyńczyków, do miasta usiłował wkroczyć patrol syryjski, ale został zaatakowany przez chrześcijan (zginęło 5 syryjskich żołnierzy). Pod osłoną artylerii i przy wsparciu czołgów Syryjczycy rozpoczęli szturm Zahle, ale nieliczny garnizon chrześcijański (m.in. członkowie Falang, „Tygrysów” i „Strażników Cedrów”) zdołał odeprzeć wszystkie ataki (strącono nawet dwa syryjskie śmigłowce). 2 kwietnia 1981 r. siły syryjskie, liczące 2,6 tys. żołnierzy, ponownie uderzyły. Podczas próby zajęcia pobliskich wzniesień napastnicy stracili 3 pojazdy opancerzone. Nie mogąc opanować miejscowości, Syryjczycy otoczyli ją i przystąpili do ostrzału. Do miasta zdołał jednak przedrzeć się z pomocą 100-osobowy oddział Sił Libańskich. Wkrótce walki przeniosły się na okoliczne wzgórza, gdzie zdążyła się ufortyfikować milicja chrześcijańska. Doszło do niezwykle zaciętych walk. Ostatecznie podpisano rozejm, w wyniku którego 1 lipca 1981 r. ewakuowano członków Sił Libańskich, zaś Syryjczycy zobowiązali się nie wkraczać do Zahle. W walkach zginęło 223 cywilów, a 765 zostało rannych.